# 尼哈乡
尼哈乡，是中华人民共和国四川省凉山彝族自治州美姑县曾经下辖的一个乡。2021年1月12日，撤销尼哈乡和炳途乡，将原尼哈乡和原炳途乡所属行政区域划归峨曲古乡管辖。

## 行政区划
尼哈乡撤销前下辖以下地区：
洛洛村、尼哈村、安曲村和吉以瓦拖村。